# Mister Argentina
Walter Jorge Ronchi foi um famoso lutador argentino, que atuou no telecatch brasileiro sobre a alcunha de Mister Argentina.

## Carreira
Walter Ronchi  iniciou sua carreira de lutador em seu país natal, usando o pseudônimo "El Gran Sullivan",  inspirado em John Sullivan, famoso pugilista norte-americano. Ronchi, antes mesmo de iniciar sua atuação no catch argentino, ainda fez luta greco-romana e fisiculturismo. Foi neste último que ganhou seu apelido que o acompanharia durante quase toda sua trajetória como lutador: Mister Argentina.
No Brasil, Mister fazia parte dos lutadores "limpos"( tal denominação classifica os lutadores que em geral, eram ídolos do público), muito por causa de seu ótimo preparo físico e grande agilidade.Seus maiores amigos conhecidos nos tempos de lutas foram os famosos Aquiles e Ted boy Marino. Seu auge foi entre 1970 à 1980.  Aposentado das lutas, Mister Argentina foi gerente de um pub, deu aulas de musculação e trabalhou em uma casa noturna. Atualmente, é taxista à mais de 20 anos. 
As emissoras que transmitiram suas lutas através do tempo foram:  Excelsior; Globo; Tupi e Gazeta